# Urziceni
Urziceni este un municipiu în județul Ialomița, Muntenia, România. Are o populație de aproximativ 18.000 de locuitori. Este un oraș de mărime mijlocie, al treilea cel mai mare din județ, ale cărui principale activități sunt agricultura și serviciile.

## Poziția geografică
Municipiul Urziceni este situat în sectorul estic al Câmpiei Române, în regiunea de subsidență a Câmpiei Sărata, la confluența dintre râurile Ialomița și Sărata. Orașul se află, aproximativ, la jumătatea distanței dintre București, Ploiești, Buzău și Slobozia (circa 60 de kilometri), la intersecția unor importante căi de comunicație rutieră și feroviară. Aici, se întâlnesc drumul național 2 (DN2), care vine dinspre București și se îndreaptă înspre Buzău, Bacău, Suceava, drumul național 1D (DN1D), care leagă orașul Ploiești de Urziceni, și drumul național 2A (DN2A), care pornește din Urziceni și merge spre Slobozia și Constanța. De asemeni, în Urziceni se întâlnesc magistrala CFR 700, care vine dinspre București și secția CFR 701, care vine dinspre Ploiești și merge spre Slobozia.

## Istorie
La sfârșitul secolului al XIX-lea, Urziceni avea statut de comună rurală, compusă fiind din târgușorul Urziceni și satul Cotorca. Comuna era reședința plășii Câmpul a județului Ialomița. Urziceni fusese reședința județului Ialomița, fiind numit căpitănia Scaunului, până în 1832, când reședința județului s-a mutat la Călărași. Comuna avea o populație totală de 2279 de locuitori; acolo funcționau 2 școli (una la Urziceni, una la Cotorca), 2 biserici (ambele în Urziceni, datând din 1828, respectiv 1861), o moară cu aburi, un spital, o farmacie și un birou telegrafic și poștal. Anuarul Socec din 1925 consemnează schimbarea statutului Urziceniului în comună urbană, reședință a plășii Urziceni. Populația era de 3526 de locuitori. În 1931, Urziceni era una dintre cele trei comune urbane ale județului (alături de Călărași și Slobozia), și avea arondate și comunele suburbane Cotorca, Bărbulești și Manasia.
În 1950, orașul a devenit reședința raionului Urziceni, din regiunea Ialomița, apoi (după 1952) din regiunea Ploiești și în final (după 1956) din regiunea București. În 1968, a pierdut statutul de centru administrativ regional, fiind subordonat județului Ilfov. În 1981, o reorganizare administrativă regională a dus la transferarea orașului înapoi la județul Ialomița. Din 1995, orașul are statut de municipiu.

## Demografie
Componența etnică a municipiului Urziceni
     Români (82,35%)
     Romi (4,4%)
     Alte etnii (0,28%)
     Necunoscută (12,97%)
Componența confesională a municipiului Urziceni
     Ortodocși (83,65%)
     Penticostali (1,14%)
     Alte religii (1,36%)
     Necunoscută (13,85%)
Conform recensământului efectuat în 2021, populația municipiului Urziceni se ridică la 13.380 de locuitori, în scădere față de recensământul anterior din 2011, când fuseseră înregistrați 15.308 locuitori. Majoritatea locuitorilor sunt români (82,35%), cu o minoritate de romi (4,4%), iar pentru 12,97% nu se cunoaște apartenența etnică. Din punct de vedere confesional, majoritatea locuitorilor sunt ortodocși (83,65%), cu o minoritate de penticostali (1,14%), iar pentru 13,85% nu se cunoaște apartenența confesională.
030006000900012.00015.00018.00021.00019121948196619922011populațiePopulația istorică din Urziceni
Date: Recensăminte sau birourile de statistică - grafică realizată de Wikipedia

## Politică și administrație
Municipiul Urziceni este administrat de un primar și un consiliu local compus din 17 consilieri. Primarul, Constantin Sava[*], de la Partidul Social Democrat, este în funcție din 2004. Începând cu alegerile locale din 2024, consiliul local are următoarea componență pe partide politice:
|  | Partid                          | Consilieri | Componența Consiliului | Componența Consiliului | Componența Consiliului | Componența Consiliului | Componența Consiliului | Componența Consiliului | Componența Consiliului |
|  | ------------------------------- | ---------- | ---------------------- | ---------------------- | ---------------------- | ---------------------- | ---------------------- | ---------------------- | ---------------------- |
|  | Partidul Social Democrat        | 7          |                        |                        |                        |                        |                        |                        |                        |
|  | Partidul Național Liberal       | 6          |                        |                        |                        |                        |                        |                        |                        |
|  | Alianța Dreapta Unită           | 2          |                        |                        |                        |                        |                        |                        |                        |
|  | Alianța pentru Unirea Românilor | 1          |                        |                        |                        |                        |                        |                        |                        |
|  | Partidul S.O.S. România         | 1          |                        |                        |                        |                        |                        |                        |                        |

## Inundațiile din 1975
Se întâmpla acum 48 de ani, pe vremea comunismului în Romania. În perioada 9 - 16 iulie 1975, mai multe râuri din România, printre care și Ialomița, au inundat zonele înconjurătoare. La Urziceni, într-o noapte a lunii iulie 1975, oamenii au început să se atenționeze cu privire la inundații. Se știa deja că Ialomița a inundat anumite zone ale Urziceniului și că apa urma să ajungă și în centru orașului. Lumea, îngrozită, și-a luat obiecte cu ei și s-au refugiat în podurile caselor. Ziua următoare, auzindu-se că în oraș au căzut mai multe case, lumea a început să plece, în satele vecine neafectate de viitură - la rude sau la cunoștințe, ori la o casă mare cu o fundație înaltă - la marginea orașului, așa cum povestesc oamenii. După inundații, locuitorii s-au întors și au început să își repare casele. Nicolae Ceaușescu, președintele României de atunci, a luat țara la pas cu elicopterul, ajungând și în județul Ialomița, în municipiul Urziceni și în comunele Ciochina și Căzănești.

## Transport
Transportul în comun este realizat de diverse firme, existând trasee de autobuz spre localitățile Manasia, Jilavele, Coșereni, Gârbovi, Alexeni, Ion Roată. Nu există trasee interne de transport in comun.

## Educație
Școli generale
- Școala Generală Nr. 1 „Alexandru Odobescu”
- Școala Generală Nr. 2 „Ion Heliade Rădulescu”
- Școala Generală Nr. 3

Licee
- Colegiul Național „Grigore Moisil”
- Liceul Tenhologic „Sfânta Ecaterina”
- Grupul Școlar Agricol

## Sănătatea
◄ Din punct de vedere documentar, primele măsuri luate în ceea ce privește activitatea sanitară se referă la anul 1785 (epidemia de ciumă). În cronica lui Hurmuzachi, volumul I, se consemnează: “La Urziceni izbucnind ciuma s-au închis târgurile, s-a oprit venirea negustorilor și s-au dărâmat două case infecte”.
◄ În anul 1824, de teama epidemiilor, Domnitorul de atunci, Grigore al IV-lea Ghica poruncește să se închidă bâlciul din Buzau (Drăgaica) și cele din Ialomița. Bâlciul de la Grindu se mută la Urziceni. dar și acesta este suprimat ulterior.
◄ Cinci ani mai târziu, se consemnează o noua epidemie de ciumă pe teritoriul orașului Urziceni.
◄ În anul 1852, Urziceniul contribuie cu 7% din bugetul comunal pentru construirea unui Spital Județean.
◄ Un an mai târziu, apare o epidemie de holeră din cauza căreia mor 128 de persoane.
◄ În 1869, se deschide prima farmacie din Urziceni.
◄ 1871 marchează anul înființării primul așezământ medical, funcționând cu 3 paturi pe strada Calea București, mai exact pe locul donat de Ștefan Stoika.
◄ Tot în același an, se începe construirea primului spital din judetul Ialomița, pe terenul donat de Alexandru Fochide. Lucrarea este executata de inginerul Metaxa și a costat 78.184,59 lei.
◄ Spitalul este inaugurat pe 6 decembrie 1894, funcționând cu 14 paturi
◄ Între timp, în 1872 apare o epidemie de holeră din cauza căreia mor 128 de persoane.
◄ Pe 18 octombrie 1873, Consiliul General al Județului Ialomița aprobă prin vot adăugarea a încă 3 paturi.
◄ În anul 1897 se construiește un pavilion pentru autopsii, acesta servind și drept cameră mortuară. Acesta a costat 3.900 lei.
◄ Statul de funcțiuni al Spitalului Urziceni din acea vreme cuprindea un medic care era si medical de plasa al circumscripției sanitare, un subchirurg, doua infirmiere, un bucătar, o spălătoreasa, un argat.
◄ În perioada antebelică, printre alți medici care au funcționat la acest spital se remarca Ion Nanu Muscel. El a funcționat aici intre anii 1901-1906, devenind apoi profesor Universitar la Facultatea de Medicina București.
◄ Paturile erau întreținute de boieri, menționați fiind: Ionita Sava din Cosereni și Dobre Ionescu, mare proprietar în Axintele.
◄ În perioada interbelică a mai funcționat aici și Dr. Oscar Veisea, colonel în rezervă și director al Spitalului Urziceni timp de 16 ani, iar în anii 1940 și 1950, Dr. I. Rosca.
◄ În 1948 apare înca un medic, Dr. Ciriceanu Dan, doctor internist, dar care îngrijea și bolnavii contagioși.
◄ Doi ani mai târziu, în 1950, ia ființă Policlinica de pe lângă Spitalul Urziceni, cu 5 specialități: interne, chirurgie, pediatrie, stomatologie și radiologie.
◄ Ulterior, se înființează cabinetele de ginecologie și dermato-venerice, dar și dispensarul TBC.

## Sport
FC Unirea Urziceni a fost clubul de fotbal reprezentativ din Urziceni, care a câștigat campionatul în sezonul 2008-2009, jucând direct în grupele Champions League în sezonul următor, împotriva echipelor FC Sevilla, Glasgow Rangers și VfB Stuttgart. A reușit o victorie cu FC Sevilla, câștigând cu 1–0 în meciul disputat pe Stadionul Steaua din București. De asemenea, a învins echipa Glasgow Rangers cu un 4–1 pe stadionul acesteia.
Actualmente, în Urziceni activează în ligile județene echipa FC Urziceni, susținută de primărie.

## Personalități
- Alexandru Toma (1875–1954), scriitor, membru titular al Academiei Române;
- Constantin Țoiu (1923–2012), scriitor;
- Jipa Ionescu (1912 - 1944), erou căpitan aviator;
- Emil Dumitrescu-Cico (1935 - 2019), amiral, om politic;
- Cătălin Ciolca (n. 1941), poet, editor și ziarist;[17]
- Nicolae Ion-Bordei (1935 - 1991), meteorolog și hidrolog, doctor în geografie, autor al unei importante opere științifice.[18]
- Constantin Niculescu⁠(d) (n. 1944), boxer;
- Toni Ionescu (n. 1969), actor;
- Constantin Budescu (n. 1989), fotbalist;
- Robert Neacșu⁠(d) (n. 2000), fotbalist.

## Altele
În Urziceni există la 44°43'7"N 26°36'41"E un depozit subteran pentru gaze naturale și la 44°42'35"N 26°36'39"E un transmițător de unde medie cu o înălțime de 102 metri. stâlp radio care funcționează la 531 kHz.